# Duriatitan
Duriatitan (лат.) — вымерший род травоядных динозавров-завропод из клады Titanosauriformes, живших в конце юрского — начале мелового периодов (166,1—139,8 млн лет назад) на территории современных Англии, Португалии и Франции. Единственный вид — Duriatitan humerocristatus.
Голотип BMNH R44635 найден в слоях глины в районе Kimmeridge Clay, датирующихся киммериджем. В 1888 году описан Ричардом Лидеккером как Cetiosaurus humerocristatus. Затем несколько раз переносился из одного рода в другой, поэтому синонимика вида состоит из следующих биноменов:
- Ceteosaurus humerocristatus (Lydekker, 1888)
- Cetiosaurus humerocristatus Lydekker, 1888
- Ornithopsis humerocristatus (Lydekker, 1888)
- Pelorosaurus humerocristatus (Lydekker, 1888)

В 2010 году выделен британскими палеонтологами Роджером Бенсоном, Полом Барреттом и Полом Апчёрчем в отдельный род Duriatitan. Название рода происходит от латинского названия нынешнего Дорсета — Duria, и греческого titan. По анализу костей род является членом клады Titanosauriformes.